# Bálint Tóth (Schauspieler)
Bálint Tóth (* 1992 in München) ist ein ungarisch-amerikanischer Schauspieler.

## Leben
Bálint Tóth war von 2006 bis 2011 während seiner Schulzeit Mitglied im Jugendtheaterclub der Münchner Kammerspiele. Von 2011 bis 2015 absolvierte er sein Schauspielstudium am Max-Reinhardt-Seminar in Wien.
Während seiner Ausbildung wirkte er in Bühnenproduktionen des Reinhardt-Seminars mit, gastierte bei den Wiener Festwochen und trat im Sommer 2014 bei den Hoffestspielen Meggenhofen in Nestroys Burleske Häuptling Abendwind auf.
Seit der Spielzeit 2015/16 ist Bálint Tóth festes Ensemblemitglied am Theater Münster. Dort spielte er zu Beginn seines Engagements die männliche Hauptrolle in der deutschen Erstaufführung des Theaterstücks Die Ereignisse des schottischen Autors David Greig in der Inszenierung von Frederik Tidén. Außerdem stand er unter anderem als Muley Hassan in Die Verschwörung des Fiesco zu Genua (Premiere: Spielzeit 2015/16, Regie: Frank Behnke) und als Titelheld Leonce in Leonce und Lena (Premiere: Spielzeit 2016/17, Regie: Robert Teufel) auf der Bühne.
In der Spielzeit 2017/18 spielte er den Werther (Regie:
Gregor Tureček) und Bassanio in Der Kaufmann von Venedig (Regie: Stefan Otteni). Tóth spielte am Theater Münster auch in Stücken von Lot Vekemans und Georges Feydeau. In der Spielzeit 2018/19 verkörperte er erneut den Werther. In der Spielzeit 2018/19 gastierte er außerdem in Unknown Territories, einer Tanz-Produktion des Theaters Münster unter der Regie von Hans Henning Paar.
In dem Doku-Drama Die Unsichtbaren – Wir wollen leben (2017) spielte er eine Nebenrolle als Manfred, der als Arbeitskollege der Hauptfigur Cioma Schönhaus dessen Fertigkeiten als Passfälscher in Anspruch nimmt.
Tóth arbeitet auch als Schauspielcoach und gibt Workshops. Er lebt in Berlin.

## Filmografie (Auswahl)
- 2017: Die Unsichtbaren – Wir wollen leben
- 2017: Feierabend (Kurzfilm)